# ТЕС Амірія (EPC)
ТЕС Амірія (EPC) — теплова електростанція в Єгипті.
У 1987-му в індустріальній зоні Амірія, що знаходиться на південно-західних околицях Александрії, почав роботу комплекс з виробництва полівінілхлориду компанії Egyptian Petrochemical Company (EPC, наразі належить до корпорації Egyptian Petrochemicals Holding Company). Для забезпечення його енергетичних потреб разом з ним ввели в дію теплову електростанці, що отримала;
- газову турбіну потужністю 27 МВ, від якої живиться котел-утилізатор продуктивністю 70 тонн пари на годину;
- парову трубіну потужністю 36 МВт. Частину потреб цієї турбіни в парі покривав котел-утилізатор, що створювало парогазовий цикл комбінованого циклу. 
В 2000-му стала до ладу друга черга з газовою турбіною потужністю 44 МВт, від якої живиться  котел-утилізатор продуктивністю 70 тонн пари на годину.
Частину виробленої електроенергії постачають розташованим поруч піролізній установці компанії SIDPEC та Газопереробному заводу Західної пустелі. SIDPEC також отримує від EPC технологічну пару.